# Xanthodaphne bruneri
Xanthodaphne bruneri är en snäckart som först beskrevs av Addison Emery Verrill 1884.  Xanthodaphne bruneri ingår i släktet Xanthodaphne och familjen Turridae. Inga underarter finns listade i Catalogue of Life.